# Leone Cobelli
Leone Cobelli (Forlì, 1425 – 14 maggio 1500) è stato un pittore e storico italiano.
Secondo il Bonoli, fu anche "suonatore eccellente di salterio", termine, però, che più propriamente dovrebbe essere baldosa.

## Biografia
Fu figlio di Battista Cobelli, ma incerta è la data della nascita.
Trascorse larga parte della fanciullezza in Francia. Dopo il ritorno a Forlì, trasferitosi a Roma, frequentò la corte di Paolo II. Di nuovo a Forlì, appartenne alla cerchia di Girolamo Riario, ma fu anche amico degli Orsi e degli Ordelaffi: in particolare, ricorda egli stesso nelle sue Cronache, di essere stato maestro di ballo di una nuora di Checco Orsi. Dopo l'uccisione del Riario, l'amicizia con queste famiglie gli procurò problemi da parte della vedova del Signore, Caterina Sforza, che lo fece arrestare. Fu liberato per intercessione di un altro suo amico, Tommaso Feo, ma, nella sua opera storica, non appare grande simpatia verso Caterina Sforza.
Sempre il Bonoli racconta che un contadino portò un giorno al Cobelli, nel 1480, un libro ricevuto, insieme alla consegna di portarlo a "Leone Cobelli dipintor forlivese e storico, e assai ben noto per le sue virtù", da un misterioso frate al mercato di Faenza. Il libro conteneva varie profezie in versi che poi si avverarono, compresa quella della congiura ai danni dell'allora Signore di Forlì, Girolamo Riario. Il frate non fu mai rintracciato.
Fu forse un tentativo di salvare il Riario da parte di chi aveva avuto notizie da fonti incerte o che non poteva rivelare, magari per il segreto della confessione. Ma l'operazione non riuscì, in quanto Girolamo Riario fu effettivamente ucciso.
Fu persona molto versatile, pittore, storico, musico, insegnante di ballo.
Scomparve il 14 maggio 1500 e fu sepolto nella chiesa di Santa Croce, attuale cattedrale di Forlì.

## Opere

### Pubblicazioni
Dal punto di vista storico, la fama di Cobelli è legata alle importanti Cronache Forlivesi, la cui narrazione copre la storia della città romagnola dalle origini fino al 1498.
L'opera fu pubblicata, sulla base dei manoscritti, per la prima volta a cura della Deputazione di Storia Patria, con "Notizie" del conte Filippo Guarini, a Bologna nel 1874, per i tipi della Regia Tipografia, nella collana Monumenti istorici. La cura fu del dottor Enrico Frati nonché dello stesso professor Giosuè Carducci.
Le Cronache Forlivesi sono famose anche negli ambienti degli studiosi di OVNI, perché riferiscono alcune osservazioni di oggetti volanti non identificati nel cielo di Forlì effettuate alla fine del XV secolo.

### Opere pittoriche
Come pittore, Cobelli appartiene alla scuola forlivese, seguace sia di Melozzo sia di Marco Palmezzano.
Gli sono attribuite le seguenti opere:
- Palazzo Comunale di Forlì, dipinti delle Camere nere, o Camere di giustizia (1488), oggi scomparsi.
- Santuario di Santa Maria delle Grazie di Fornò, presso Forlì, affresco con la Deposizione dalla Croce ed un ritratto dell'eremita Pietro Bianco (attr.).
- Tumidei, confrontando le notizie biografiche e gli altri dati in nostro possesso, è giunto alla conclusione che in Leone Cobelli possa essere identificato quel pittore, per noi finora anonimo, che Federico Zeri ha chiamato il Maestro dei Baldraccani.
- Cobelli stesso racconta, nella sua cronaca[2], di aver eseguito a Castrocaro, la decorazione di un orologio da torre con un marzocco fiorentino volto con aria minacciosa contro Venezia.